# Namibië op de Paralympische Zomerspelen 2020
Namibië was een van de landen die deelnam aan de Paralympische Zomerspelen 2020 in Tokio, Japan.

## Medailleoverzicht
| Atletiek | Ananias Shikongo Gids: Sem Shimanda | 400 m, T11 (m) | Zilver |  |  |
|          |                                     |                |        |  |  |
| Atletiek | Johannes Nambala                    | 400 m, T13 (m) | Brons  |  |  |

## Deelnemers en resultaten
(m) = mannen, (v) = vrouwen, (g) = gemengd 

### Atletiek

#### Baanonderdelen
| Atleet                                 | Onderdeel      | Series    | Series | Halve finale        | Halve finale        | Finale              | Finale              |
| Atleet                                 | Onderdeel      | Resultaat | Rang   | Resultaat           | Rang                | Resultaat           | Rang                |
| -------------------------------------- | -------------- | --------- | ------ | ------------------- | ------------------- | ------------------- | ------------------- |
| Johannes Nambala                       | 100 m, T13 (m) | 0:11.03   | 6e     | Niet van toepassing | Niet van toepassing | 0:10.93             | 6e                  |
| Johannes Nambala                       | 400 m, T13 (m) | 0:49.37   | 3e     | Niet van toepassing | Niet van toepassing | 0:48.67             | Brons               |
| Ananias Shikongo Gids: Sem Shimanda    | 400 m, T11 (m) | 0:51.22   | 2e     | Niet van toepassing | Niet van toepassing | 0:51.14             | Zilver              |
| Ananias Shikongo Gids: Even Tjiviju    | 100 m, T11 (m) | 0:11.21   | 5e     | 0:11.33             | 4e                  | Gediskwalificeerd   | DSQ                 |
|                                        |                |           |        |                     |                     |                     |                     |
| Lahja Ishitile Gids: Sydney Kamuaruuma | 200 m, T11 (v) | 0:27.42   | 10e    | Niet gekwalificeerd | Niet gekwalificeerd | Niet gekwalificeerd | Niet gekwalificeerd |
| Lahja Ishitile Gids: Sydney Kamuaruuma | 400 m, T11 (v) | 0:59.94   | 4e     | 1:00.42             | 6e                  | Niet gekwalificeerd | Niet gekwalificeerd |

#### Veldonderdelen
| Paralympiër     | Onderdeel            | Resultaat | Prestatie |
| --------------- | -------------------- | --------- | --------- |
| Lahja Ishitilie | Verspringen, T11 (v) | 7e        | 4.52      |

Afghanistan · 
Algerije · 
Amerikaanse Maagdeneilanden · 
Angola · 
Argentinië · 
Armenië · 
Aruba · 
Australië · 
Azerbeidzjan · 
Bahrein · 
Barbados · 
Belarus · 
België · 
Benin · 
Bermuda · 
Bosnië en Herzegovina · 
Botswana · 
Brazilië · 
Bulgarije · 
Burkina Faso · 
Burundi · 
Cambodja · 
Canada · 
Centraal-Afrikaanse Republiek · 
Chili · 
China · 
Chinees Taipei · 
Colombia · 
Congo-Brazzaville · 
Congo-Kinshasa · 
Costa Rica · 
Cuba · 
Cyprus · 
Denemarken · 
Dominicaanse Republiek · 
Duitsland · 
Ecuador · 
Egypte · 
El Salvador · 
Estland · 
Ethiopië · 
Faeröer · 
Fiji · 
Filipijnen · 
Finland · 
Frankrijk · 
Gabon · 
Gambia · 
Georgië · 
Ghana · 
Griekenland · 
Groot-Brittannië · 
Guatemala · 
Guinee · 
Guinee‑Bissau · 
Haïti · 
Honduras · 
Hongarije · 
Hongkong · 
Ierland · 
IJsland · 
India · 
Indonesië · 
Irak · 
Iran · 
Israël · 
Italië · 
Ivoorkust · 
Jamaica · 
Japan · 
Jordanië · 
Kaapverdië · 
Kameroen · 
Kazachstan · 
Kenia · 
Kirgizië · 
Koeweit · 
Kroatië · 
Laos · 
Lesotho · 
Letland · 
Libanon · 
Liberia · 
Libië · 
Litouwen · 
Luxemburg · 
Madagaskar · 
Maleisië · 
Mali · 
Malta · 
Marokko · 
Mauritius · 
Mexico · 
Moldavië · 
Mongolië · 
Montenegro · 
Mozambique · 
Namibië · 
Nederland · 
Nepal · 
Nicaragua · 
Nieuw-Zeeland · 
Niger · 
Nigeria · 
Noord-Macedonië · 
Noorwegen · 
Oeganda · 
Oekraïne · 
Oezbekistan · 
Oman · 
Oostenrijk · 
Pakistan · 
Palestina · 
Panama · 
Papoea-Nieuw-Guinea · 
Peru · 
Polen · 
Portugal · 
Puerto Rico · 
Qatar · 
Roemenië · 
Russisch Paralympisch Comité ·
Rwanda · 
Saint Vincent en Grenadines · 
Samoa · 
Saoedi-Arabië · 
Sao Tomé en Principe · 
Senegal · 
Servië · 
Seychellen · 
Sierra Leone · 
Singapore · 
Slovenië · 
Slowakije · 
Somalië · 
Spanje · 
Sri Lanka · 
Syrië · 
Tadzjikistan · 
Tanzania · 
Thailand · 
Togo · 
Tonga · 
Trinidad en Tobago · 
Tsjechië · 
Tunesië · 
Turkije · 
Turkmenistan · 
Uruguay · 
Venezuela · 
Verenigde Arabische Emiraten · 
Verenigde Staten · 
Vietnam · 
Zimbabwe · 
Zuid-Afrika · 
Zuid-Korea · 
Zweden · 
Zwitserland
Paralympisch Vluchtelingen Team